# Marco Furio Lusco
Marco Furio Lusco  fue un político romano del siglo II a. C. perteneciente a la gens Furia.

## Carrera pública
Fue elegido para el cargo de edil plebeyo en el año 187 a. C. En el ejercicio de sus funciones edilicias, él y su colega, Cayo Sempronio Bleso, añadieron un día extra a los Juegos Plebeyos después de que un accidente obligara al Senado a hacer lo propio en los Juegos Romanos para contrarrestar el presagio desfavorable.